# Tower of London (1962)
Tower of London is een Amerikaanse dramafilm uit 1962 onder regie van Roger Corman. Het scenario is losjes gebaseerd op de toneelstukken Richard III en Macbeth van de Engelse toneelschrijver William Shakespeare.

## Verhaal
1483 in Engeland. Voordat koning Eduard IV van Engeland overlijdt, benoemt hij de hertog van Clarence tot voogd over zijn beide zoons. Richard van Gloucester is geschokt door die beslissing en hij moordt zich een weg naar de troon.

## Rolverdeling
| Acteur           | Personage              |
| ---------------- | ---------------------- |
| Vincent Price    | Richard van Gloucester |
| Michael Pate     | Sir Ratcliffe          |
| Joan Freeman     | Lady Margaret          |
| Robert Brown     | Sir Justin             |
| Bruce Gordon     | Graaf van Buckingham   |
| Joe Camden       | Anne                   |
| Richard Hale     | Tyrus                  |
| Sandra Knight    | Meesteres Shore        |
| Charles Macaulay | Clarence               |
| Justice Watson   | Eduard IV              |
| Sarah Selby      | Koningin               |
| Donald Losby     | Prins Richard          |
| Sara Taft        | Moeder van Richard     |
| Eugene Mazzola   | Eduard V               |